# Füstjel

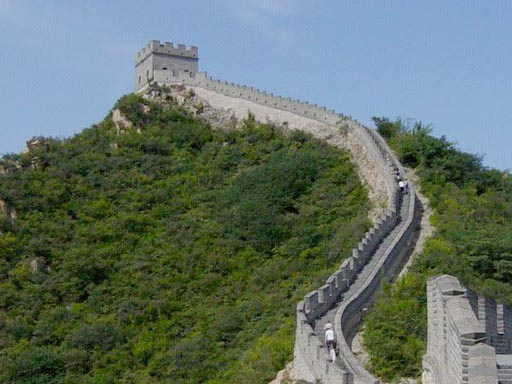
Jelzőtorony a kínai nagy falon

A füstjel egy optikai kommunikációs forma,  melyet az amerikai őslakosok és a kínaiak egyaránt feltaláltak. A felszálló füst útjába takarót tesznek, majd eltávolítják azt, ezzel szakítva meg a folytonos füstoszlopot. Némi gyakorlással megtanulható a füstfelhők formájának és méretének manipulálása. A felszálló füstfelhőket könnyen megfigyelheti bárki, aki látótávolságon belül van. Ezért a jeladó helyeket általában úgy választották meg, hogy minél nagyobb távolságból láthatóak legyenek. A kínai nagy falra épített jelzőtornyokból is adtak le füstjeleket, hogy ellenséges támadásokra figyelmeztessék egymást a védők.
Nincs szabványosított füstjel protokoll. Az alkalmazott jelrendszert közösen határozza meg a küldő és a fogadó fél.
Európában is van hagyománya a füstjeles kommunikációnak. A pápaválasztás sikerességét is a mai napig füstjellel hirdetik ki a Vatikánban.